# Głowno
Głowno ist eine Stadt in Polen im Bezirk Zgierz in der Woiwodschaft Łódź. Sie entwickelte sich aus einer Siedlung im 15. Jahrhundert. Im Lauf der Jahrhunderte gehörte sie zu verschiedenen Ländern. Seit 1427 besitzt Głowno Stadtrechte (mit Unterbrechung).

## Geschichte

### Von der Gründung im 15. Jahrhundert bis zum Ende des Zweiten Weltkriegs
Die erste Siedlung an der Stelle des heutigen Głowno bestand im 15. Jahrhundert nahe einem Handelsweg. Am 11. März 1420 wurde die Kirche des Heiligen Jakob eingeweiht. 1427 erhielt die Siedlung vom Herzog Siemowit V. Rawski das Stadtrecht nach Kulmer Recht. Im Jahr 1504 zerstörte ein Brand große Teile der Stadt, woraufhin König Alexander Jagiellone die Einwohner für zehn Jahre von Abgaben befreite. Bedingt durch den Schwedisch-Polnischen Krieg, den Krieg gegen Russland und den Aufstand unter Jerzy Sebastian Lubomirski wurde die Bevölkerung des Ortes stark dezimiert. So lebten 1676 lebten nur noch 74 Menschen in Głowno. 1777 wütete eine Seuche in der Stadt. Im selben Jahr erlaubte August III. dem Ort vier Jahrmärkte jährlich abzuhalten. Bei der 1793 durchgeführten zweiten Teilung Polens fiel Głowno an Preußen. In dieser Zeit hieß die Stadt Gnieschen, später Gnieschau. Mit der Bildung des Herzogtums Warschau wurde der Ort Teil desselben und 1815 Teil des neu gebildeten Kongresspolen. Das Stadtrecht verlor Głowno 1870, als der russische Zar Zar Alexander II. die Anzahl der Städte auf polnischem Gebiet reduzierte. Im Jahr 1903 wurde die Eisenbahnstrecke zwischen Warschau und Łódź eröffnet, die durch Głowno führte und damit einen positiven Faktor für die Wirtschaftsentwicklung darstellte. Die erste Freiwillige Feuerwehr der Stadt bildete sich 1908. 1925 erhielt der Ort zum zweiten Mal das Stadtrecht verliehen. Mit dem Ausbruch des Zweiten Weltkrieges wurde der Ort im September 1939 von der deutschen Wehrmacht besetzt. Am 18./19. Januar 1945 endete die Besetzung mit dem Einmarsch der Roten Armee. Głowno wurde damit Teil der neu gebildeten Volksrepublik Polen.

### Entwicklung von 1945 bis heute
Noch bis zum Jahr 1946 befanden sich in der Umgebung von Głowno geflüchtete Soldaten, die eine Art Partisanenkampf gegen das kommunistische Regime führten. Die Einwohnerzahlen wuchsen indessen schnell und so baute der Staat in der Stadt viele Fabriken und schuf damit Arbeit und Existenzgrundlagen. Für die ebenfalls zunehmende Zahl der Kinder baute man Kindergärten und Schulen. Das Leben in der Stadt florierte. Mit den aufkommenden wirtschaftlichen und sozialen Problemen in den 1980er Jahren (Solidarnosz machte vor den Toren der Stadt nicht halt), begann der Verfall der Industrie. Bürgerrechte und viele Freiheiten wurden beschnitten. Mit der Überwindung der Krise normalisierte sich das Leben in Głowno kurzzeitig wieder. Die in allen osteuropäischen Ländern sich vollziehenden politischen Veränderungen brachten wieder nur eine kurze Verbesserung. Der Beitritt Polens zur Europäischen Union führte in Glowno vor allem zur Schließung von Betrieben der Textilbranche und der Autozuliefer. So verließen viele Einwohner die Stadt und meist auch das Land. Sie wanderten vor allem nach Großbritannien, Italien und Deutschland aus. Die Stadtbevölkerung verringerte sich. Der Trend setzt sich derzeit noch fort (Stand Ende 2013).

## Einwohnerentwicklung
| Jahr      | 1676  | 1777  | 1810  | 1914   | 1939   | 2007   | 2012   |
| --------- | ----- | ----- | ----- | ------ | ------ | ------ | ------ |
| Einwohner | 00074 | 00360 | 00633 | 03.164 | 09.000 | 15.030 | 14.818 |

Quelle

## Städtepartnerschaften
Remptendorf, Deutschland

## Bauwerke (Auswahl)
Der gesamte Innenstadtbereich ist denkmalgeschützt. Darunter sind die Wohnhäuser des 19./20. Jahrhunderts ebenso zu finden wie das Grosz-Holzhaus, erbaut um 1740 und nach Zerstörungen wieder aufgebaut. Es ist das wahrscheinlich älteste erhaltene Gebäude von Głowno.
Erwähnenswert sind darüber hinaus:
- das Zabrzeźnia-Herrenhaus aus dem Jahre 1840, erbaut durch Wincent Matuszewski. Nach einigen Besitzerwechseln dient das Gebäude als Sitz der Stadtverwaltung und des Amtes für das Zivilstandswesen.
- der Jablonski-Palast, in den Jahren 1905/1906 von Wladyslaw Jablonski errichtet. Hier befindet sich aktuell das Regionalmuseum von Głowno.
- das Bahnhofsgebäude aus dem Jahr 1903

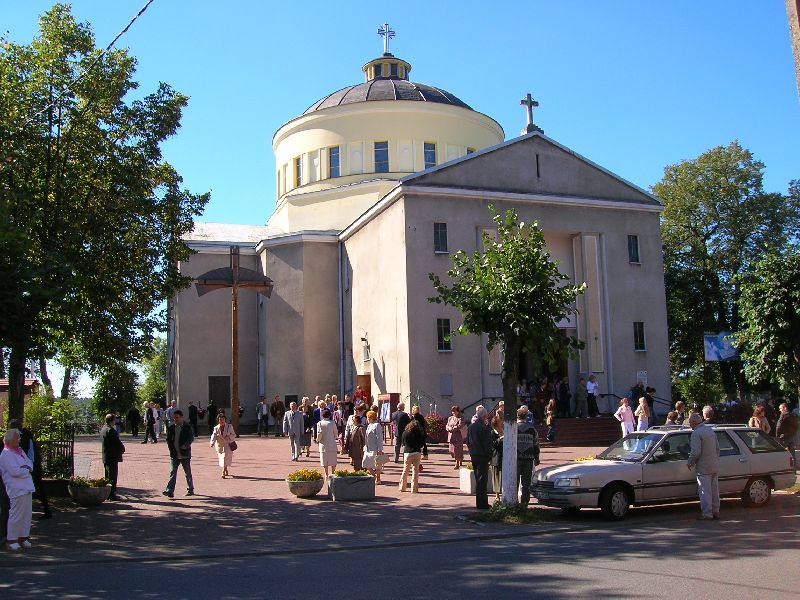
Kirche des Heiligen Jakob

- die St.-Jakobus-Pfarrkirche, Erstbau 1420; neu 1922–1930; nach Zerstörung im Zweiten Weltkrieg wieder aufgebaut. Sie ist als Rundbau gestaltet. Im Inneren sind einige Fresken aus der ersten Bauzeit teilweise erhalten oder wurden rekonstruiert.
- die Pfarrkirche St. Barbara im Stadtteil Głowno-Osiny, 1928–1930 gebaut.
- ein Schulgebäude aus dem Jahr 1930, dessen Bau mit Spenden der Gräfin Alexandra Komorowska zustande kam
- eine Mühle an der Łódzer Straße. Sie stammt aus dem 19. Jahrhundert und arbeitet noch.

## Naturdenkmal
Hier sei die Freiheits-Eiche genannt. Sie wurde am 11. November 1928, dem zehnten Jahrestag der Unabhängigkeit Polens nach dem Ersten Weltkrieg, am Platz der Freiheit gepflanzt.

## Persönlichkeiten

### Ehrenbürger
- Prof. Romuald Adam Cebertowicz, Ehrenbürgerwürde am 24. November 2003 verliehen
- Tadeusz Komorowski (1895–1966), Ehrenbürgerwürde verliehen am 28. April 2004
- Johannes Paul II. (1920–2005), Ehrenbürgerwürde verliehen am 27. Oktober 2004
- Andrzej Janowski
- Peter Ramisch
- Stanisław Banach

### Söhne und Töchter der Stadt
- Zbigniew Bródka (* 1984), Sportler, Eisschnellläufer
- Kacper Kujawiak (* 1994), Beachvolleyballspieler